# ATV (космічний корабель)
ATV (Automated Transfer Vehicle) — автоматичний вантажний космічний корабель, розроблений Європейською космічною агенцією. Маса корисного вантажу — до 7,5 т. Перший корабель отримав назву «Жуль Верн» на честь відомого фантаста, і його політ здійснено 9 березня 2008 року.

## Розробка
Починаючи з 1995 року, Європейське космічне агентство витратило близько 1,9 мільярда доларів на проектування та створення першого вантажного корабля і наземного обладнання для стеження та керування кораблем. Вартість власне вантажного корабля становить 304 мільйони доларів, а повні витрати на політ одного вантажного корабля становлять 532 мільйона доларів. У проекті створення європейського вантажівника брали участь 10 країн. Основні витрати (близько 47 %) сплачує Франція, частка Німеччини — 24 %, Італії — 13 %.
Європейський вантажний корабель спроможний доставити на МКС близько 7,5 т вантажу. Це приблизно втричі більше за російського вантажного корабля «Прогрес». Корабель призначено також для звільнення станції від сміття та відпрацьованих матеріалів.
Надалі передбачається запускати один корабель кожні 13-15 місяців. Автоматичний вантажний космічний корабель пристиковується до кормового порту службового модуля «Заря». Всього заплановано запуск п'яти європейських вантажних кораблів.

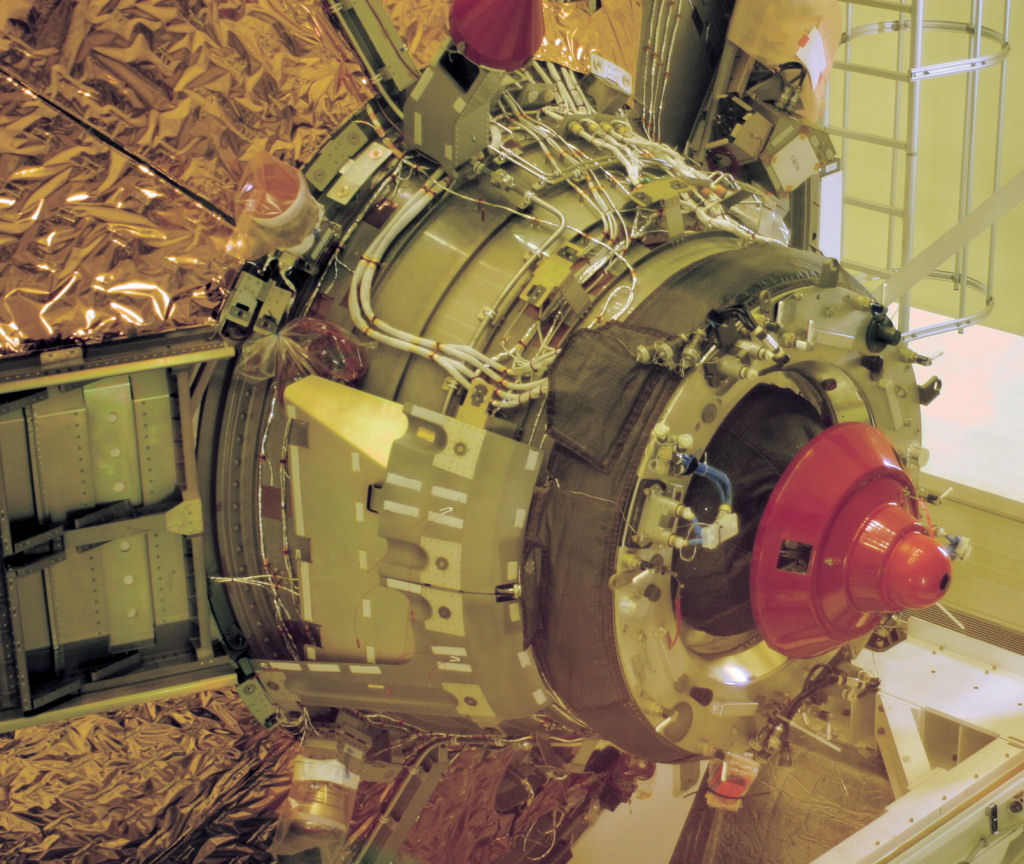
Стикувальний вузол вантажного корабля «Жуль Верн»

## Місії
| Номер   | Назва              | Дата запуска    | Стиковка        | Розстиковка     | Посилання         |
| ------- | ------------------ | --------------- | --------------- | --------------- | ----------------- |
| ATV-001 | «Жюль Верн»        | 9 березня 2008  | 3 квітня 2008   | 29 вересня 2008 | [ 2 ] [ 3 ]       |
| ATV-002 | «Іоганн Кеплер»    | 16 лютого 2011  | 24 лютого 2011  | 20 червня 2011  | [ 2 ] [ 3 ] [ 4 ] |
| ATV-003 | «Едоардо Амальді»  | 23 березня 2012 | 29 березня 2012 | 4 жовтня 2012   | [ 5 ] [ 6 ]       |
| ATV-004 | «Альберт Ейнштейн» | 6 червня 2013   | 15 червня 2013  | 15 жовтня 2013  | [ 7 ]             |
| ATV-005 | «Жорж Леметр»      | 29 липня 2014   | 12 серпня 2014  | 14 лютого 2015  | [ 8 ] [ 9 ]       |

### Жуль Верн
Перший політ ATV відкладався кілька разів і відбувся 9 березня 2008 року о 4:03 UTC.
Апарат було запущено за допомогою ракети-носія Аріан V з космодрома Куру. Після виведення на кругову орбіту висотою 260 км вантажівник від'єднався від останнього ступеня ракети-носія.
Протягом 11 та 12 березня ATV підняв свою орбіту до 303 км.
Стиковку було здійснено 3 квітня о 14:45 UTC у повністю автоматичному режимі.
Перший політ європейського вантажівника був випробувальним, тому «Жуль Верн» доставив на МКС лише 5 тонн вантажів. Корабель доставив на станцію більше 1100 кг сухих вантажів. Зокрема: 500 кг харчів, 140 кг запасних частин для європейського модуля «Колумбус» і для російського сегменту станції, 80 кг одягу для екіпажу МКС. Крім того, доставлено 270 кг води, 20 кг кисню, 1000 кг ракетного палива.
Люк у вантажний корабель «Жуль Верн» було відкрито 4 квітня о 10 годині 15 хвилин. Астронавти встановили фільтри для очищення повітря всередині вантажівника. Починаючи з суботи (5 квітня) космонавти почали переносити доставлений вантаж до станції.
Корабель не тільки доставив на станцію кисень, воду та харчі. 25 квітня за допомогою двигунів корабля «Жуль Верн» було здійснено корекцію орбіти МКС. Двигун «Жюля Верна» було вімкнено о 4 години 22 хвилини за Гринвічем і вимкнено о 4 годині 34 хвилини. Орбіту станції було піднято на 4,6 км.
Після виконання місії вантажівник затоплено в Тихому океані.

### Едоардо Амальді
Третій вантажний корабель знаходився в складі станції протягом шести місяців. 29 вересня 2012 року в 00 годин 44 хвилини за київським часом (21:44 GMT) європейський автоматичний транспортний корабель ATV-3 «Едоардо Амальді» відстикувався від Міжнародної космічної станції.

### Альберт Ейнштейн
Четвертий корабель, названий «Альберт Ейнштейн», запущено 6 червня 2013 року. Стиковка з МКС відбулася 15 червня 2013 року, розстиковка — 15 жовтня 2013.

### Жорж Леметр
П'ятий корабель, названий «Жорж Леметр», запущено 29 липня 2014 року. Стиковка з МКС відбулася 12 серпня 2014, розстиковка — 14 лютого 2015.

## Основні технічні характеристики
- Маса під час запуску: 19 357 кг
- Маса вантажів: до 7 670 кг
- Маса палива в рушійній установці: до 7 000 кг
- Маса вантажів, що видаляються із МКС: до 6 400 кг

Розміри:
- Довжина: 10,77 м
- Зовнішній діаметр: 4,48 м
- Внутрішній діаметр: 3,94 м
- Герметичний об'єм: 45 м³

Польоти європейського вантажівника керуються командою з 60 осіб із центру, що розташований у Тулузі (Франція).

## Подальший розвиток
Виступаючи на прес-конференції, присвяченій планам ЄКА на 2012 рік, керіник центру космічних операцій Томас Райтер повідомив, що остання європейська вантажівка ATV-5 доставить вантаж на космічну станцію 2014 року, після чого програму буде завершено, і європейці будуть переорієнтовувати програму на інші цілі. Європейські вантажні кораблі наступного покоління можуть бути використані як космічні буксири — для ремонту і повернення на землю космічних апаратів, що вийшли з ладу.